# Nsongo jezik
Songo jezik (ISO 639-3: nsx; nsongo, sungu, kimbundu), nigersko-kongoanski jezik centralne bantu skupine u zoni H, kojim govori oko 50 000 ljudi (1978 UBS) uz rijeku Cuanza južno od Malanja u Angoli, upravo istočno od govornog područja bolo.
S jezicima kimbundu [kmb], sama [smd] i bolo [nsx], svi iz Angole čini podskupinu mbundu (H.20).

## Vanjske poveznice
- Ethnologue (14th)
- Ethnologue (15th)